# Giovanni Galli
Pour les articles homonymes, voir Galli.
Giovanni Galli, né le 29 avril 1958 à Pise (Italie), est un footballeur Italien, qui évoluait au poste de gardien de but. Au cours de sa carrière il évolue à la Fiorentina, au Milan AC, au SSC Naples, au Torino, au Parme FC et à AS Lucchese ainsi qu'en équipe d'Italie.
Il compte dix-neuf sélections avec l'équipe d'Italie entre 1982 et 1986. Il a remporté la Coupe du monde 1982 avec l'équipe d'Italie (sans toutefois disputer le moindre match, et alors qu'il ne comptait pas encore la moindre sélection). Il a été le titulaire du poste lors de la Coupe du monde 1986.

## Carrière
- 1977-1986 :  AC Fiorentina
- 1986-1990 :  Milan AC
- 1990-1993 :  SSC Naples
- 1993-1994 :  Torino Calcio
- 1994-1995 :  Parme AC
- 1995-1996 :  Lucchese Libertas[2],[3]

## Palmarès

### En équipe nationale
- 19 sélections et 0 but avec l'équipe d'Italie entre 1983 et 1986.
- Vainqueur de la Coupe du monde 1982 avec l'équipe d'Italie (aucun match joué durant le tournoi).

### En club
- Vainqueur de la Coupe d'Europe des Clubs Champions en 1989 et 1990 avec le Milan AC
- Vainqueur de la Supercoupe de l'UEFA en 1989 avec le Milan AC
- Vainqueur de la Coupe intercontinentale en 1989 avec le Milan AC
- Champion d'Italie en 1988 avec le Milan AC
- Vainqueur de la Supercoupe d'Italie en 1988 avec le Milan AC et en 1990 avec Naples
- Vainqueur de la Coupe UEFA en 1995 avec Parme (ne joue pas la finale)